# Mani in alto! (film 1981)
Mani in alto! (Ręce do gory) è un film girato nel 1967 ma per motivi di censura uscito solamente nel 1981 diretto da Jerzy Skolimowski.